# 泰博斯克
泰博斯克（法語：Taybosc，法語發音：[tɛbɔsk]）是法国热尔省的一个市镇，位于该省东北部，属于孔东区和热尔洛马涅市镇公共社区。

## 地理
泰博斯克（43°46'59"N, 0°44'10"E）面积5.87 平方千米，位于法国奧克西塔尼大區热尔省，该省份为法国西南部内陆省份，北起顺时针与洛特-加龙省、塔恩-加龙省、上加龙省、上比利牛斯省、大西洋比利牛斯省和朗德省接壤。
与泰博斯克接壤的市镇（或旧市镇、城区）包括：古茨、马拉瓦、皮斯、皮卡斯基耶、圣布雷斯。
泰博斯克的时区为UTC+01:00、UTC+02:00（夏令时）。

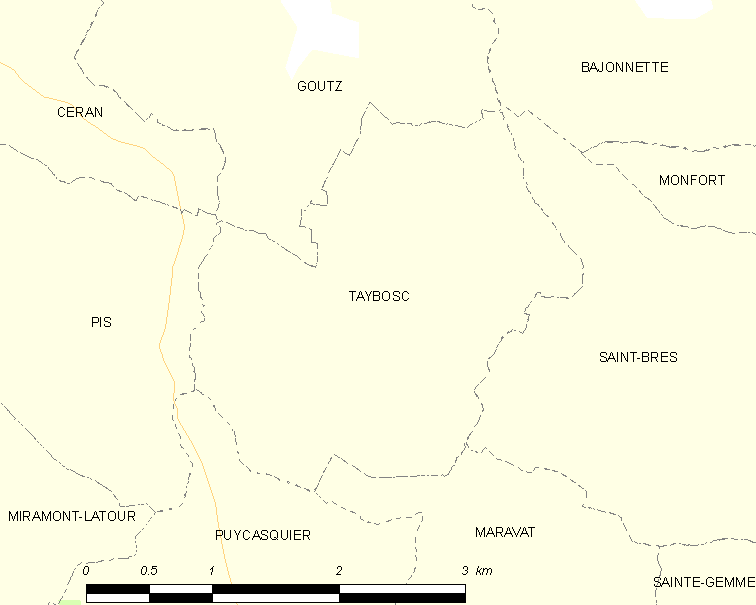
泰博斯克的OSM定位图

## 行政
泰博斯克的邮政编码为32120，INSEE市镇编码为32441。

## 政治
泰博斯克所属的省级选区为弗勒朗斯-洛马涅县。

## 交通
热尔省省道D115线经过境内东北部。

## 人口

1962-2008年间泰博斯克人口变化图示

泰博斯克于2022年1月1日时的人口数量为66人。